# Psalm 13
Psalm 13 is de dertiende psalm uit Psalmen in de Hebreeuwse Bijbel (in de Griekse Septuagint en in de Latijnse Vulgaat Psalm 12) en een psalm van David. In het Latijn staat deze psalm bekend als "Usquequo Domine".

## Interpretatie

### Vers 1
Het opschrift 'voor de koorleider' komt voor in vijfenvijftig psalmen. Vanwege het opschrift 'voor de koorleider' is het waarschijnlijk dat deze psalm gezongen werd in het heiligdom.

### Vers 3
In de psalmen wordt ‘mijn ziel’ gebruikt als persoonlijk voornaamwoord. Het gaat de schrijver dus niet slechts om zijn geestelijke gesteldheid, maar om zijn volledige bestaan.

### Vers 4
In het gebed spreekt de dichter met de woorden 'HEER, mijn God' een belijdenis uit. Het woord ‘ontslapen’ is een eufemistisch woord voor: uit dit leven heengaan.

### Vers 5
Evenals het woord 'ontslapen' is ook 'wankelen' een eufemisme. Hiermee wordt namelijk ‘wankelen ten dode’ bedoeld.

### Vers 6
De klacht van de dichter is via het gebed uitgegroeid tot een blij vertrouwen. Het woord ‘chesed’ dat door de Herziene Statenvertaling vertaald is met ‘goedertierenheid’ kan ook vertaald worden met ‘loyaliteit’ en ‘solidariteit’ of verbondstrouw. Gods goedertierenheid rust in Zijn verbond, de woorden 'verbond' en 'goedertierenheid' zijn in het Oude Testament onlosmakelijk met elkaar verbonden.

## Muziek
Psalm 13 is meermaals in het Nederlands berijmd op de melodieën van het Geneefse Psalter (berijming van 1773, berijming van 1967, De Nieuwe Psalmberijming). In de bundel Opwekking is psalm 13 te vinden onder nummer 778. Dit is een vertaling van het Engelse lied 'How long, o Lord' van de Canadese zanger Brian Doerksen.
1 · 2 · 3 · 4 · 5 · 6 · 7 · 8 · 9 · 10 · 11 · 12 · 13 · 14 · 15 · 16 · 17 · 18 · 19 · 20 · 21 · 22 · 23 · 24 · 25 · 26 · 27 · 28 · 29 · 30 · 31 · 32 · 33 · 34 · 35 · 36 · 37 · 38 · 39 · 40 · 41 · 42 · 43 · 44 · 45 · 46 · 47 · 48 · 49 · 50 · 51 · 52 · 53 · 54 · 55 · 56 · 57 · 58 · 59 · 60 · 61 · 62 · 63 · 64 · 65 · 66 · 67 · 68 · 69 · 70 · 71 · 72 · 73 · 74 · 75 · 76 · 77 · 78 · 79 · 80 · 81 · 82 · 83 · 84 · 85 · 86 · 87 · 88 · 89 · 90 · 91 · 92 · 93 · 94 · 95 · 96 · 97 · 98 · 99 · 100 · 101 · 102 · 103 · 104 · 105 · 106 · 107 · 108 · 109 · 110 · 111 · 112 · 113 · 114 · 115 · 116 · 117 · 118 · 119 · 120 · 121 · 122 · 123 · 124 · 125 · 126 · 127 · 128 · 129 · 130 · 131 · 132 · 133 · 134 · 135 · 136 · 137 · 138 · 139 · 140 · 141 · 142 · 143 · 144 · 145 · 146 · 147 · 148 · 149 · 150 · 151